# Michèle Bernstein
Michèle Bernstein (geboren 28. April 1932 in Paris) ist eine französische Autorin und Gründungsmitglied der Situationistischen Internationale (S.I.).

## Leben
Michèle Bernstein stammte aus einer Familie russischer jüdischer Immigranten. Als Studentin an der  Sorbonne traf sie auf eine Gruppe von Studenten, Literaten und politischen Aktivisten, die sich unter dem Namen Letterist International zusammengetan hatten, in der auch Guy Debord aktiv war. 1954 heirateten Debord und sie, und auch sie wurde in der Gruppe aktiv. 1957 vereinigte sich eine Abspaltung der Gruppe mit der Gruppe CoBrA zur „Situationistischen Internationale“, die in Frankreich unter der Führung Debords bis zu 40 Mitglieder hatte. Sie schrieb  für deren Publikation Internationale situationniste Beiträge, deren Autorenschaft allerdings von Orlich (2011) auf Debord zurückgeführt wird. Obwohl die Gruppe die Produktion von Kunstwerken für einen Markt strikt ablehnte und dies auch im Fall von Asger Jorn als Ausschlussgrund aus der Gruppe eine Rolle spielte, schrieb Bernstein Ende 1957 einen Roman, in der Erwartung, die Finanzen der Gruppe zu stabilisieren. Da der 1960 im Druck erschienene Roman Tous les chevaux du roi ein Bestseller wurde, trat dies auch ein. Der Roman wurde im Stil der seinerzeit erfolgreichen Romane Françoise Sagans aufgebaut und sollte diesen Stil persiflieren. Es folgte 1961 ein zweiter Roman, der denselben Stoff in einer anderen literarischen Form, diesmal als Persiflage auf den Stil des Nouveau roman des damit erfolgreichen Alain Robbe-Grillet konzipiert.
Die Ehe mit Debord versandete nach elf Jahren, als Debord sich der zehn Jahre jüngeren Alice Becker-Ho zuwandte, und Bernstein verließ 1967 die Gruppe, zumal sie zum Sechs-Tage-Krieg eine andere Haltung als die Gruppe einnahm. Sie unterstützte Debord dabei, das Buch Die Gesellschaft des Spektakels im November 1967, ein halbes Jahr vor dem Mai 1968, bei ihrem Verleger Buchet/Chastel herauszubringen. 
Ihre Ehe mit Debord wurde formal erst 1972 geschieden. 1973 traf sie auf Ralph Rumney (1934–2002), der zwar ebenfalls bei der Gründung der S.I. dabei gewesen war, aber bereits 1958 aus der Gruppe ausgeschlossen wurde, und die beiden heirateten im selben Jahr, wodurch sie auch die britische Staatsbürgerschaft erwarb. Debord, mit dem sie bis dahin weiterhin zusammengearbeitet hatte, verübelte ihr diesen Schritt. Sie arbeitete nun für eine Zeitung für Pferderennen, dann in der Werbung, zunächst bei Havas, dann bei kleineren Agenturen. Sie zog 1982 mit Rumney nach England. Nach der Scheidung von Rumney zog sie nach Salisbury und besprach von dort aus  Buchneuerscheinungen für das Feuilleton der französischen Zeitung Libération. Sie blieb vierzehn Jahre, bis 1996, bei der Zeitung, deren Chef Serge July ihre situationistische Vorgeschichte erst nach zwei Jahren entdeckte, als sie den Nachruf für den Verleger Gérard Lebovici schrieb.  
Michèle Bernstein wohnt jetzt (2015) wieder in Paris. Sie berät den Verleger Gérard Berréby bei der Herausgabe der Literatur zur S.I. in den Éditions Allia.

## Werke und Schriften (Auswahl)
- Tous les chevaux du roi. Roman. Paris: Buchet/Chastel, 1960 (wiederaufgelegt Paris: Allia, 2004)
  - Alle Pferde des Königs. Roman. Aus dem Franz. von Dino Beck und Anatol Vitouch. Mit einem Nachw. von Roberto Ohrt. Hamburg : Ed. Nautilus, 2015
- La Nuit. Roman. Paris: Buchet/Chastel, 1961 (wiederaufgelegt Paris: Allia, 2013)
- Keine Diskussion (1955), in: Guy Debord präsentiert Potlatch : 1954 - 1957 ; Informationsbulletin der Lettristischen Internationale ; mit einem Dokumentenanhang. Aus dem Franz. von Wolfgang Kukulies. Berlin : Ed. Tiamat, 2002, S. 318 f.
- Keine unnütze Nachsicht (1958), in: Situationistische Internationale (Hrsg.): Situationistische Internationale : 1958 - 1969 ; gesammelte Ausgaben des Organs der Situationistischen Internationale. Band 1. Deutsche Erstausgabe. Hamburg : MaD-Verlag, 1976, S. 30–32
- Sunset Boulevard (1962), in: Situationistische Internationale (Hrsg.): Situationistische Internationale : 1958 - 1969 ; gesammelte Ausgaben des Organs der Situationistischen Internationale. Band 1. Deutsche Erstausgabe. Hamburg : MaD-Verlag, 1976, S. 30–32
- Gaston Bachelard, Michèle Bernstein: Jorn Wemaëre. Paris 1960 (Document sur "Le long voyage" et les autres tapisseries d'Asger Jorn et Pierre Wemaëre.)
- The Situationist International, in: The Times Literary Supplement, 2. September 1964 (Der Übersetzer des Textes ins Englische ist unbekannt, laut Debord ist es „unser Artikel“.) link